# Common Threads: Stories from the Quilt
Common Threads: Stories from the Quilt è un documentario del 1989 diretto da Rob Epstein e Jeffrey Friedman vincitore del premio Oscar al miglior documentario.
Nel 2024 è stato selezionato per la conservazione nel National Film Registry degli Stati Uniti dalla Biblioteca del Congresso come "culturalmente, storicamente o esteticamente significativo"